# Poradní kruh
Poradní kruh (anglicky Council) je název pro techniku skupinové sociální interakce. Základem komunikace v poradním kruhu je pozorné naslouchání a snaha o porozumění mluvčímu.
Poradní kruh může mít různé formy, ale má několik charakteristických prvků. Uspořádání do kruhu, kdy jsou všichni na stejné úrovni hierarchie. Plné soustředění na jednoho mluvčího, většinou toho který má „mluvící předmět“. Součástí poradního kruhu jsou jeho záměry: mluvíme a nasloucháme od srdce, mluvíme spontánně, říkáme podstatu svého příběhu. Poradní kruh mívá jasně označené zahájení a konec.
Do moderní doby techniku přivedla kniha „Cesta Poradního kruhu“ (The way of Council) kterou napsali Jack Zimmerman a Virginia Coyleová, kteří vycházejí z jejich praxe v Ojai Foundation.